# 활동기준 원가계산
활동기준 원가 계산(活動基準原價計算, Activity-Based Costing,ABC)은 기존의 전통적인 원가계산방식의 문제점을 개선하기 위해 도입된 새로운 원가계산방법이다. ABC는 제조간접비를 소비하는 활동(Activity)이라는 개념을 설정하고 이러한 여러 활동들에 따라 제조간접비를 배부하고 각제품별로 활동소비량에 따라 제조간접비를 배부함으로써 기존의 전통적인 원가계산방식에 비해 좀 더 합리적인 원가배부를 목적으로하는 원가계산방식이다.
고객에게 주어지는 제품과 서비스에 대한 활동을 통해 조직의 자원 비용을 부과하는 방식으로, 보통 제품과 고객의 비용과 이익을 이해하는 도구로 쓰인다. 가격을 매기고, 하청하고, 인증하고, 처리 개선을 측정하는 등의 전략적인 결정을 지원하는 데 사용된다.

## 전통적방식의 문제점
기존의 원가계산방식은 제조간접비등의 개별제품 원가 배부에 있어서 기존의 전통적원가계산이 노동시간또는 기계시간등 한가지 요인을 정하고 그 요인을 기준으로 제조간접비를 배부하였다. 이로 인해 원가평준화현상을 가져오게 되고, 기존의 원가계산방식을 소위 피넛-버터 원가계산이라는 용어로 불리게 되는 등, 제품의 원가가 과소 또는 과대배부되어 신뢰성있는 원가자료를 제공하지 못하는 문제가 발생하였다.

## 활동기준의 도입
로빈 쿠퍼와 로버트 카플란은 이러한 문제를 해결방안으로 제조간접비의 배부기준을 보다 정교화하기 위해 활동이란 개념을 도입하였다. 즉 제조간접비를 각 활동에 따라 배분하고, 제품별로 활동을 소모량에 따라 배부하는 방식을 통해 좀 더 정교한 원가계산을 가능하게 하였다.

### 원가계층
ABC시스템에서는 활동원가집합의 원가에 대한 원가동인으로서 원가배부기준을 식별하기 위해 일반적으로 4분류의 원가계층을 사용한다.
- 조업도단위수준원가
- 배치수준원가
- 제품유지원가(또는 서비스유지원가)
- 설비유지원가

## 참고서적
- 원가회계(Cost Accounting), 혼그린, 포스터, 데이터 공저, 송자외 5명 공역 ISBN 89-450-1002-5